# Vincenc Thurn-Valsassina
Vincenc Jiří Bedřich hrabě z Thurn-Valsassiny (německy Vinzenz Georg Friedrich Graf von Thurn-Valsassina-Como-Vercelli, 22. března 1866 Bleiburg – 6. dubna 1928 Opatija) byl rakouský šlechtic, politik a velkostatkář. Zastával čestné hodnosti v korunních zemích c. k. monarchie a byl členem Panské sněmovny. Kromě zděděných velkostatků ve Štýrsku a Korutansku byl od roku 1890 majitelem zámku Valeč v západních Čechách. 

## Životopis

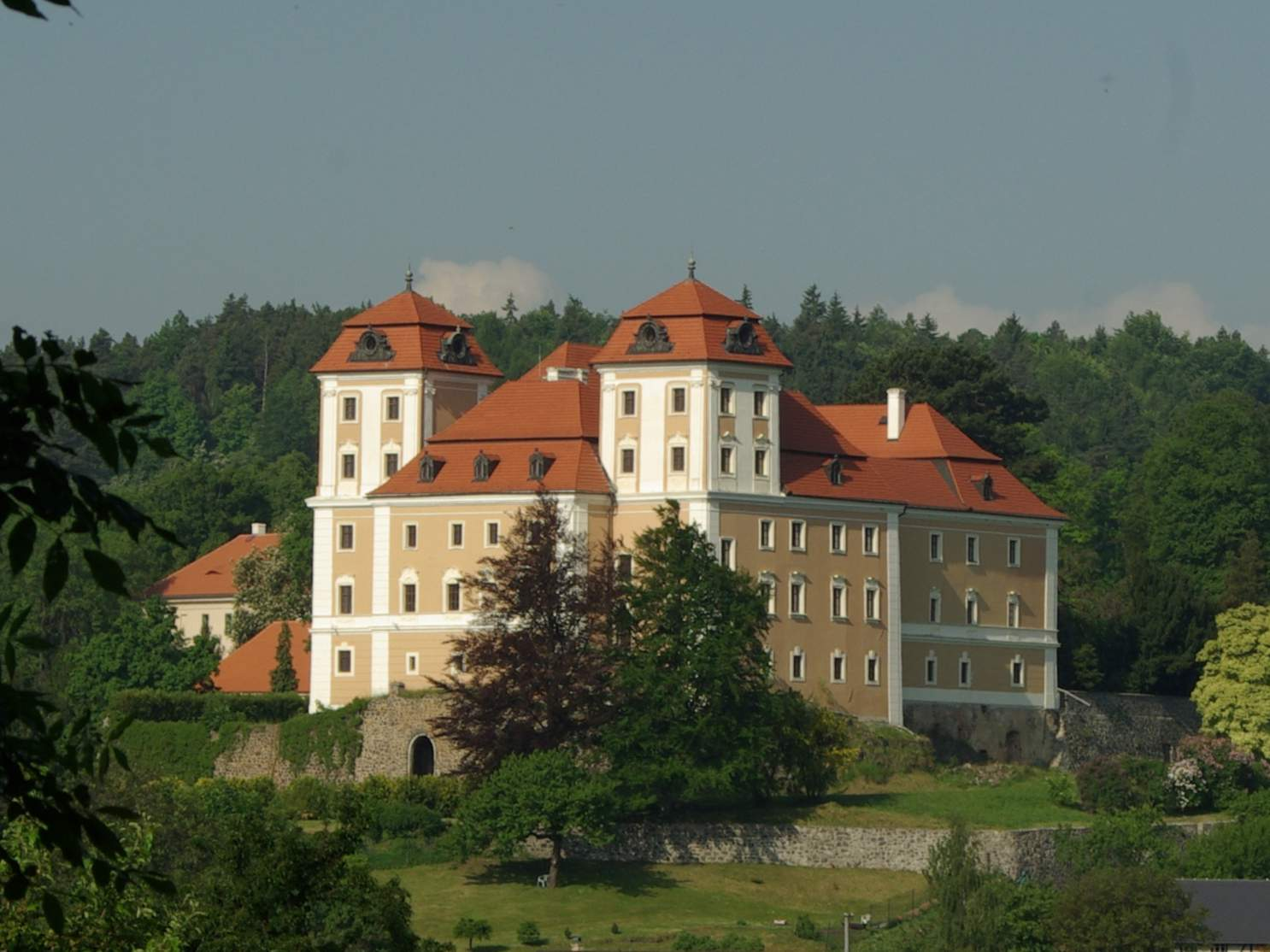
Zámek Valeč, sídlo Vincence Thurna od roku 1890

Pocházel ze starého šlechtického rodu Thurn-Valsassinů, narodil se na zámku Bleiburg jako nejstarší syn hraběte Jiřího Bedřicha z Thurn-Valsassiny (1834–1879), matka Gabriela, rozená Pálffy-Daun (1841–1867), zahynula tragicky na popáleniny při zapečeťování dopisu. 
Vincenc se jako nezletilý stal dědicem rodového majetku ve Štýrsku a Korutansku. Byl dědičným členem rakouské Panské sněmovny, fakticky se jejím členem stal až v roce 1896. Mezitím byl jmenován c. k. komořím (1895) a byl také uživatelem několika čestných dědičných úřadů. Byl dědičným zemským hofmistrem v Kraňsku, dědičným nejvyšším komořím nad stříbry v Korutansku a dědičným zemským maršálkem v Gorici a Gradišce. Zasedal v radě rakouských státních drah, byl čestným rytířem Maltézského řádu a rytířem bavorského Řádu sv. Jiří.

### Majetek

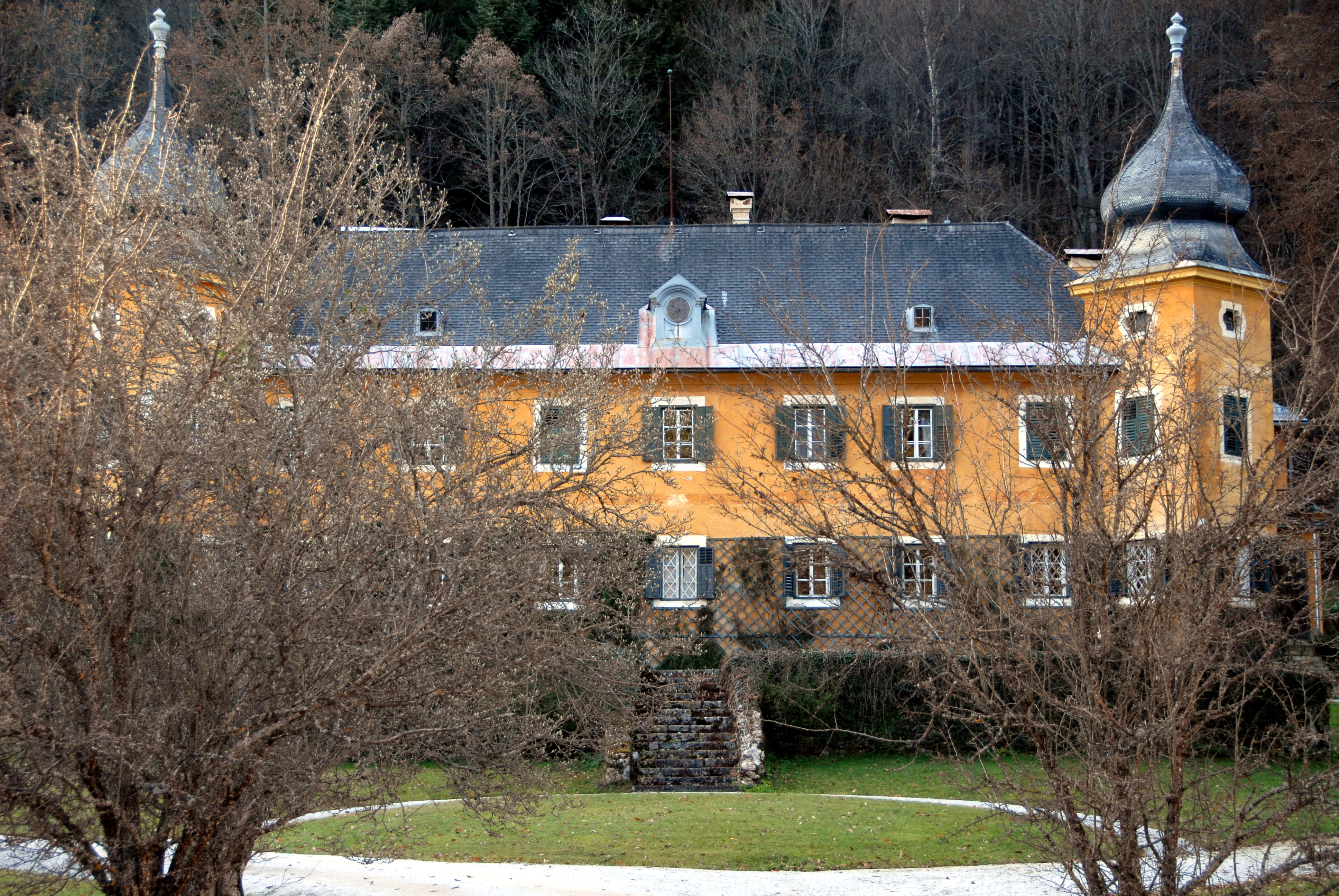
Zámek Hagenegg (Korutansko)

V Korutansku vlastnil po otci velkostatky Eisenkappel a Hagenegg, k nimž patřilo 6 254 hektarů půdy. Dále mu patřil fideikomisní velkostatek Lechen ve Štýrsku o rozloze 1 000 hektarů a statek  Rakowitz s 875 hektary půdy. Ve Vídni rodině patřil od 18. století palác (Palais Thurn-Valsassina) v ulici Rainergasse 22. Vincenc nechal v roce 1894 k budově přistavět boční křídlo.
V roce 1890 koupil od dědiců barona Karla Korba velkostatek Valeč v západních Čechách. K velkostatku patřilo 2 697 hektarů půdy a Vincenc Thurn za něj zaplatil 1 225 000 zlatých. Zámek Valeč se stal oblíbeným letním sídlem a prošel novobarokní stavební úpravou. Vincenc věnoval svou pozornost také parku, kam nechal z Vídně přivézt litinový skleník. Nedaleko Valče nechal přestavět do podoby zámku bývalou hospodářskou budovu ve Skytalech a v roce 1900 navíc přikoupil statek Libkovice. Do rozlohy velkostatku zasáhla pozemková reforma, kdy byl zmenšen především stav zemědělské půdy. 

## Rodina

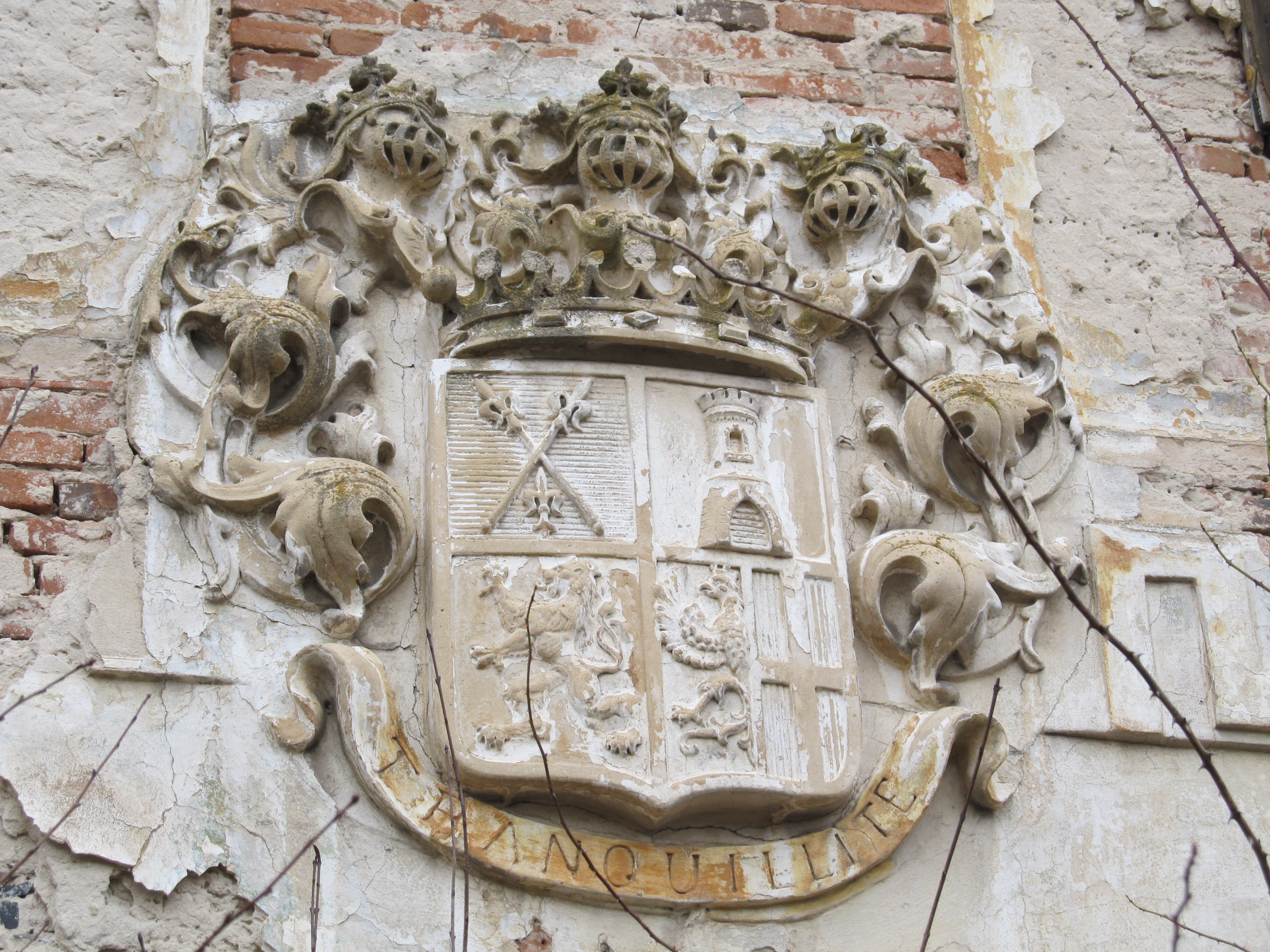
Erb rodu Thurn-Valsássina na zámku Skytaly

V roce 1898 se ve Vídni oženil s Adele Tacoli (1874–1964), dcerou italského šlechtice Achilla Tacoliho, markýze di San Possidonio. Adele byla dámou Řádu hvězdového kříže, c. k. palácovou dámou a čestnou dámou bavorského Tereziina řádu. Z manželství se narodili dva synové. Starší Jiří Vincenc (1900–1967) zdědil statky ve Štýrsku a Korutansku, mladší Alexandr Vincenc převzal Valeč, ale v roce 1937 ji prodal rodu Larischů. 
Vincenc měl čtyři sourozence. Nejstarší sestra Karolína (1863–1944) byla manželkou hraběte Filipa ze Šternberka (1852–1924), majitele velkostatku Jemniště. Z mladších bratrů z otcova druhého manželství byl František (1876–1939) důstojníkem c. k. armády, poslancem dolnorakouského zemského sněmu a zetěm významného diplomata Heinricha Lützowa. Nejmladší bratr Alexandr (1879–1962), se přiženil do rodiny Kinských, působil v diplomacii a později žil v soukromí na zámku Bleiburg.